# Robert Heinrich Wagner

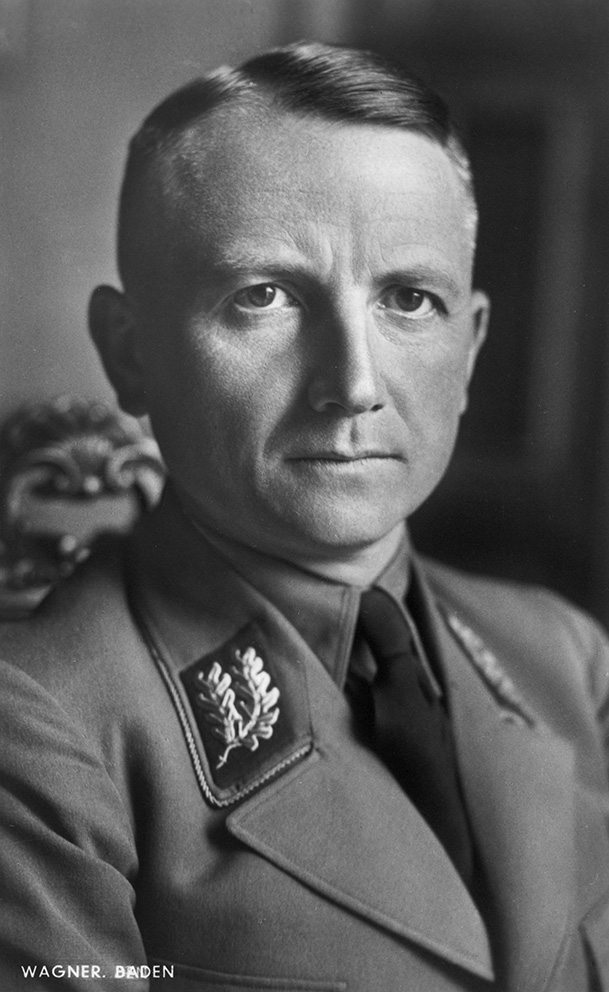
Robert Wagner

Robert Heinrich Wagner, geboren als Robert Heinrich Backfisch (Lindach, 13 oktober 1895 - Fort van Roppe, 14 augustus 1946), was een ambtenaar en politicus van de nazipartij. Hij diende als Gauleiter en Reichsstatthalter van Baden, en als hoofd van het burgerlijk bestuur voor de Elzas tijdens de Duitse bezetting van Frankrijk in de Tweede Wereldoorlog.

## Levensloop

### Vroege leven
Robert Wagner werd geboren als Robert Backfisch in Lindach in het Groothertogdom Baden in het Duitse Keizerrijk. Hij was het tweede van vijf kinderen van Peter Backfisch en Catherine Wagner, een boerenfamilie. Hij bezocht de volksschool in Lindach, en schreef zich in 1910 in op een voorbereidende school in Heidelberg en later op een lerarennormaalschool.
Bij het uitbreken van de Eerste Wereldoorlog staakte Wagner zijn studie en meldde zich een jaar lang als vrijwilliger in het Duitse Keizerlijke Leger. Hij werd toegewezen aan het 110e (2e Badische) Grenadierregiment. 
Hij raakte in juli 1915 gewond en werd in het ziekenhuis opgenomen. Daarna volgde hij een opleiding tot reserveofficier en hij werd in februari 1916 benoemd tot luitenant. Van juli 1916 tot het einde van de oorlog was hij pelotonscommandant bij het 110e Reserveregiment. 
In juni 1917 raakte hij opnieuw gewond bij een gifgasaanval. Hij nam deel aan enkele van de meest beruchte veldslagen aan het Westfront, waaronder operaties in Vlaanderen, de Slag om Verdun, de Slag aan de Somme, de Slag bij Loretto en het Maas-Argonneoffensief. Hij werd voor zijn dapperheid onderscheiden met het IJzeren Kruis, 1e en 2e klasse, en zwaaide af in december 1918 nadat de oorlog ten einde was.
In februari 1919 sloot Wagner zich aan bij het 2e Vrijwilligersbataljon van Baden. Hiermee nam hij deel aan de onderdrukking van revolutionaire onrust in Mannheim en Karlsruhe. Zijn eenheid werd in maart 1920 overgeplaatst naar het 113e Verdedigingsregiment van de Reichswehr. 
In januari 1921 werd hij overgeplaatst naar het 14e Infanterieregiment, gelegerd in Konstanz. 
Hij liet in deze tijd zijn naam officieel veranderen in Wagner, waarbij hij de meisjesnaam van zijn moeder aannam. De reden voor de afstand van de naam van zijn vader (Backfisch, wat ook in het Duits bakvis betekent) was waarschijnlijk om pesterijen van zijn collega's te voorkomen.

### Ontmoeting met Hitler
In september 1923 werd hij, inmiddels eerste luitenant, geplaatst bij de Centrale School voor Infanterie in München, destijds de belangrijkste opleidingsinstelling voor officieren in Duitsland. Tijdens zijn verblijf in München ontmoette Wagner Adolf Hitler en Erich Ludendorff en raakte hij meteen gefascineerd. 
Wagner nam op 9 november 1923 deel aan de Bierkellerputsch, waarbij hij zijn infanteriestudenten naar de Bürgerbräukeller leidde. Op 26 februari 1924 stond hij samen met Hitler en acht andere mannen terecht voor hun rol in de putsch. Wagner werd op 1 april schuldig bevonden en kreeg een gevangenisstraf van 15 maanden, waarvan hij 11 weken uitzat in de gevangenis van Landsberg. 
Op 24 mei werd hij uit de Reichswehr ontslagen. Gedurende de tijd dat de nazipartij verboden was, bleef Wagner actief als spreker op politieke bijeenkomsten en werd hij zes keer gearresteerd wegens politiek geweld.

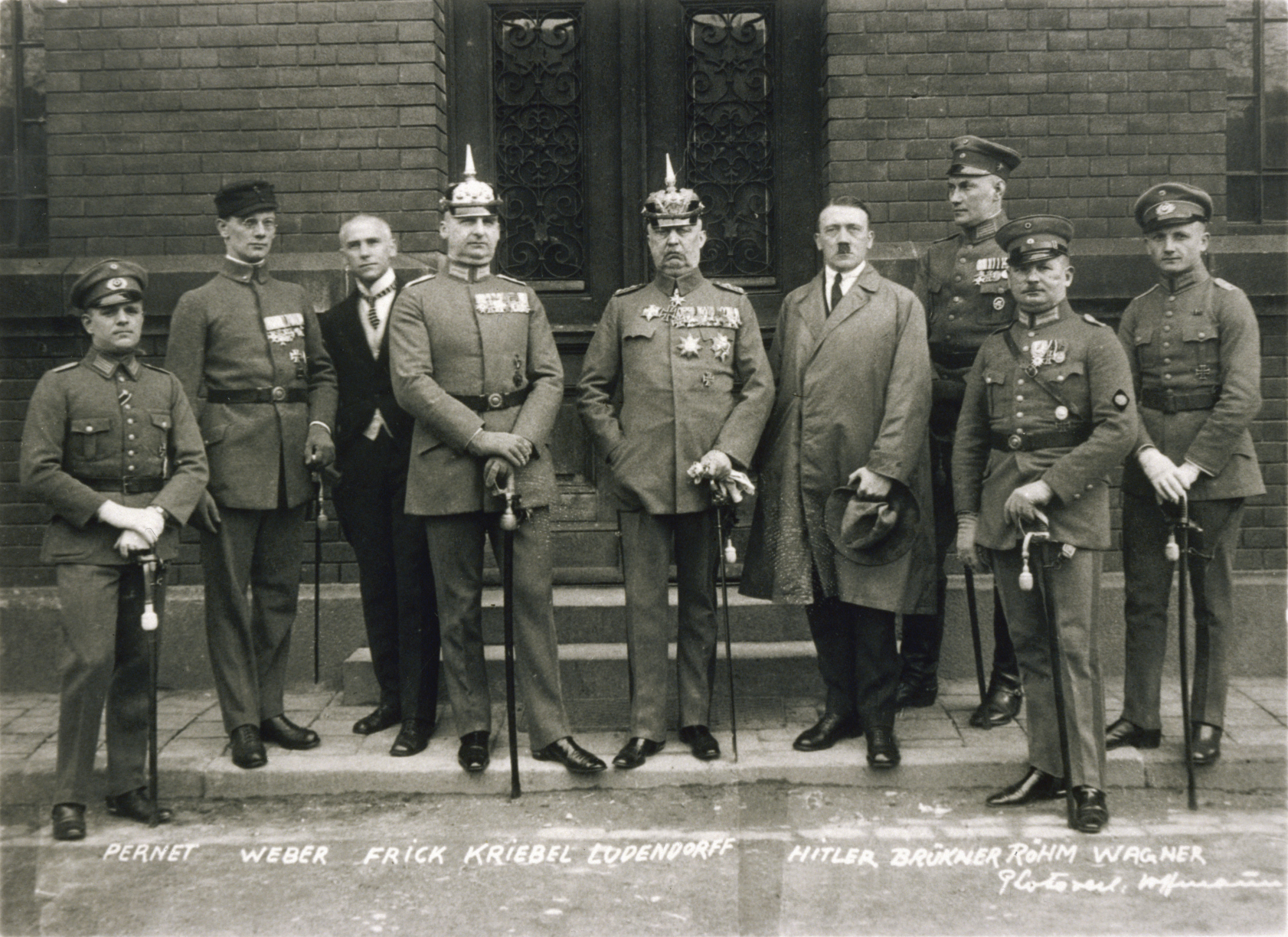
Negen van de beklaagden in het proces voor de Bierkellerputsch op 1 april 1924. Robert Wagner helemaal rechts

### Carrière in de Nazi-partij
Toen de nazipartij in februari 1925 opnieuw werd opgericht, sloot Wagner zich onmiddellijk aan (lidnummer 11.540). Op 25 maart 1925 werd hij benoemd tot Gauleiter (gouwleider) van Baden. In 1927 werd hij uitgever van een nazi-propagandistische krant, Der Führer. 
In 1928 werd hij voor twee maanden gevangen gezet vanwege een aanstootgevend artikel dat hij had gepubliceerd. In maart 1929 werd hij in Freiburg aangeklaagd wegens smaad, maar vrijgesproken. In oktober 1929 werd hij verkozen tot lid van de Landdag van Baden. In 1930 volgde nog een zaak voor smaad, die in hoger beroep tot vrijspraak leidde. 
Van december 1932 tot maart 1933 werd hij tijdelijk overgeplaatst naar het partijhoofdkwartier in het Braunes Haus in München als plaatsvervanger van Robert Ley en hoofd van het Hauptpersonalamt.
Na de machtsovername door de nazi's werd Wagner op 5 maart 1933 gekozen tot lid van de Rijksdag voor kiesdistrict 32 in Baden. Op 8 maart werd hij weer als Gauleiter aangesteld en teruggestuurd om als Reichskommissar de leiding over de deelstaatregering van Baden op zich te nemen. Toen het oorspronkelijk gekozen kabinet op 11 maart aftrad, nam Wagner de macht over als minister-president en minister van Binnenlandse Zaken. 
Op 5 april vaardigde hij een decreet uit dat alle niet-Ariërs verbood in de publieke dienst te werken. Hij droeg het premierschap over aan Walter Köhler, en nam op 5 mei de nieuwe, machtigere positie van Reichsstatthalter (Rijksgouverneur) van Baden op zich, waarmee hij de hoogste partij- en regeringsambten in zijn rechtsgebied onder zijn controle samen bracht. 
Op 30 januari 1936 werd Wagner benoemd tot Gruppenführer bij het Nationaal Socialistische Motorkorps (NSKK) en op 30 januari 1939 werd hij gepromoveerd tot NSKK-Obergruppenführer. 
Wagner was een toegewijde nazi en voerde het partijbeleid uit met betrekking tot de vervolging van de Joden, de handhaving van de rassenwetten van Neurenberg, de pogrom van de Kristallnacht en de vervolging van de kerken.

### Tweede Wereldoorlog en hoofd van het burgerlijk bestuur in de Elzas
Kort na het uitbreken van de Tweede Wereldoorlog werd Wagner benoemd tot de verdedigingscomités van Wehrkreise (militaire districten) V en XII, waartoe delen van zijn Gau behoorden. Na de val van Frankrijk voegde Duitsland de Elzas (Elsaß) toe aan het Groot-Duitse Rijk en op 2 augustus 1940 werd Wagner hoofd van het civiele bestuur van de regio. Op 22 maart 1941 werd zijn Gau omgedoopt tot Gau Baden-Elsaß.
Tijdens een ontmoeting met Hitler op 20 juni 1940, waarbij ook Josef Bürckel, het hoofd van het burgerlijk bestuur van Lotharingen, aanwezig was, liet Hitler hen weten dat hij binnen tien jaar met alle mogelijke middelen een volledige germanisering van de twee bezette Franse gebieden wilde. 
Wagner begon onmiddellijk met een agressieve germaniseringscampagne in de Elzas en beloofde dit doel in de helft van de tijd te bereiken. Hij kondigde een verbod af op het spreken van Frans in het openbaar. Ook gaf hij opdracht om de oude Duitse plaatsnamen die vóór 1918 bestonden, te herstellen. Personen met Franse voornamen moesten deze vervangen door Duitse voornamen. Scholen moesten de nazistische rassenleer onderwijzen en hij richtte verplichte afdelingen van de Hitlerjugend en de Bund Deutscher Mädel op om de Elzasser jeugd te indoctrineren. Ook stelde hij verplichte deelname aan de Reichsarbeitsdienst in voor volwassen Elzassers. 
Wagner richtte ook persoonlijk het concentratiekamp Schirmeck-Vorbrück op. In 1942 zaten er ongeveer 1.400 gevangenen opgesloten.
Op 25 augustus 1942 vaardigde Wagner een decreet uit waarin de dienstplicht voor alle Elzasser mannen in de militaire dienstleeftijd werd ingevoerd. Dit beleid was zeer impopulair en leidde tot toenemende weerstand tegen de Duitse bezetting. In februari 1943 beval Wagner de executie van twaalf mannen uit Ballersdorf die probeerden hun verplichte militaire dienst te ontlopen door de grens met het nabijgelegen Zwitserland over te steken.
Wagner begon ook een campagne om de Elzas van Joden te ontdoen, wat hem de bijnaam de Slager van de Elzas (Schlächter vom Elsaß) opleverde. Op 22 oktober begon hij met een massale deportatie van Joden naar gebieden in het onbezette Frankrijk (Vichy-Frankrijk). Zeven treinladingen Joden werden zonder aankondiging opgepakt en uit de Elzas gedeporteerd. Hun eigendommen en bezittingen werden in beslag genomen. Op 22 oktober 1940 rapporteerde hij aan Berlijn: "Baden ist als erster Gau judenfrei." — Baden is de eerste Gau die vrij is van joden. 
De Joden die uit zowel Baden als de Elzas werden verdreven, werden onder wrede omstandigheden ondergebracht in het interneringskamp Gurs aan de voet van de Pyreneeën. Ongeveer 2.000 van hen werden in 1942 gedeporteerd naar de concentratiekampen Majdanek en Auschwitz en vermoord. Van de 4.464 Joden die naar het kamp Gurs werden gestuurd, overleefden er minder dan 800. 
Op 16 november 1942 werd de bevoegdheid van de Rijksverdedigingscommissarissen gewijzigd van het niveau van de Wehrkreis naar het niveau van de Gau, en Wagner werd benoemd tot Reichsverteidigungskommissar voor zijn Gau. Hij was verantwoordelijk voor de burgerbescherming, de luchtverdediging en evacuatiemaatregelen, maar ook voor het beheer van de rantsoenering tijdens de oorlog en de strijd tegen de zwarte markt. 
Op 25 september 1944 werd Wagner commandant van de nazi-militie-eenheden (Volkssturm) in zijn Gau. Toen de binnenvallende geallieerde troepen de Elzas naderden, vluchtte Wagner op 23 november 1944 vanuit Straatsburg over de Rijn. 
In het voorjaar van 1945 vielen de geallieerde troepen Baden binnen en Wagner bleef militair verzet bieden. Hij mobiliseerde Volkssturm-bataljons en verspreidde pamfletten waarin werd opgeroepen tot sabotage en partizanenopstanden door Werwolf-eenheden in gebieden die al door de geallieerden waren bezet. Hij dreigde met de doodstraf voor iedereen die probeerde te vluchten. In navolging van de tactiek van de verschroeide aarde zoals beschreven in Hitlers Nero-bevel, gaf hij steden in Baden de opdracht hun infrastructuur te vernietigen om de opmars van de geallieerden te belemmeren. 
Op 4 april 1945 viel Karlsruhe, de hoofdstad, in handen van het Eerste Franse Leger, waarop Wagner naar het zuiden vluchtte, naar Konstanz. Naar verluidt probeerde hij de grens met Zwitserland over te steken, maar werd hij door grenswachten tegengehouden.

### Gevangenneming, berechting en dood
Op 29 april 1945 dook Wagner onder als boerenknecht in de buurt van Tuttlingen. Uiteindelijk gaf hij zich op 29 juli 1945 aan bij de Amerikaanse troepen in Stuttgart, die hem begin 1946 uitleverden aan de Franse autoriteiten. Wagner werd van 23 april tot 3 mei 1946 berecht en ter dood veroordeeld door het Permanente Militaire Tribunaal in Straatsburg. 
Het vonnis werd op 14 augustus 1946 door een vuurpeloton voltrokken. Wagner bleef tot het einde een loyale nazi, zoals blijkt uit zijn laatste woorden voor de executie: "Leve Groot-Duitsland, leve Adolf Hitler, leve het nationaal-socialisme."
Op 1 september 1950 werd Wagner postuum geclassificeerd als een zware overtreder (categorie I) door de denazificatierechtbank in Baden.